# Benoît Biteau

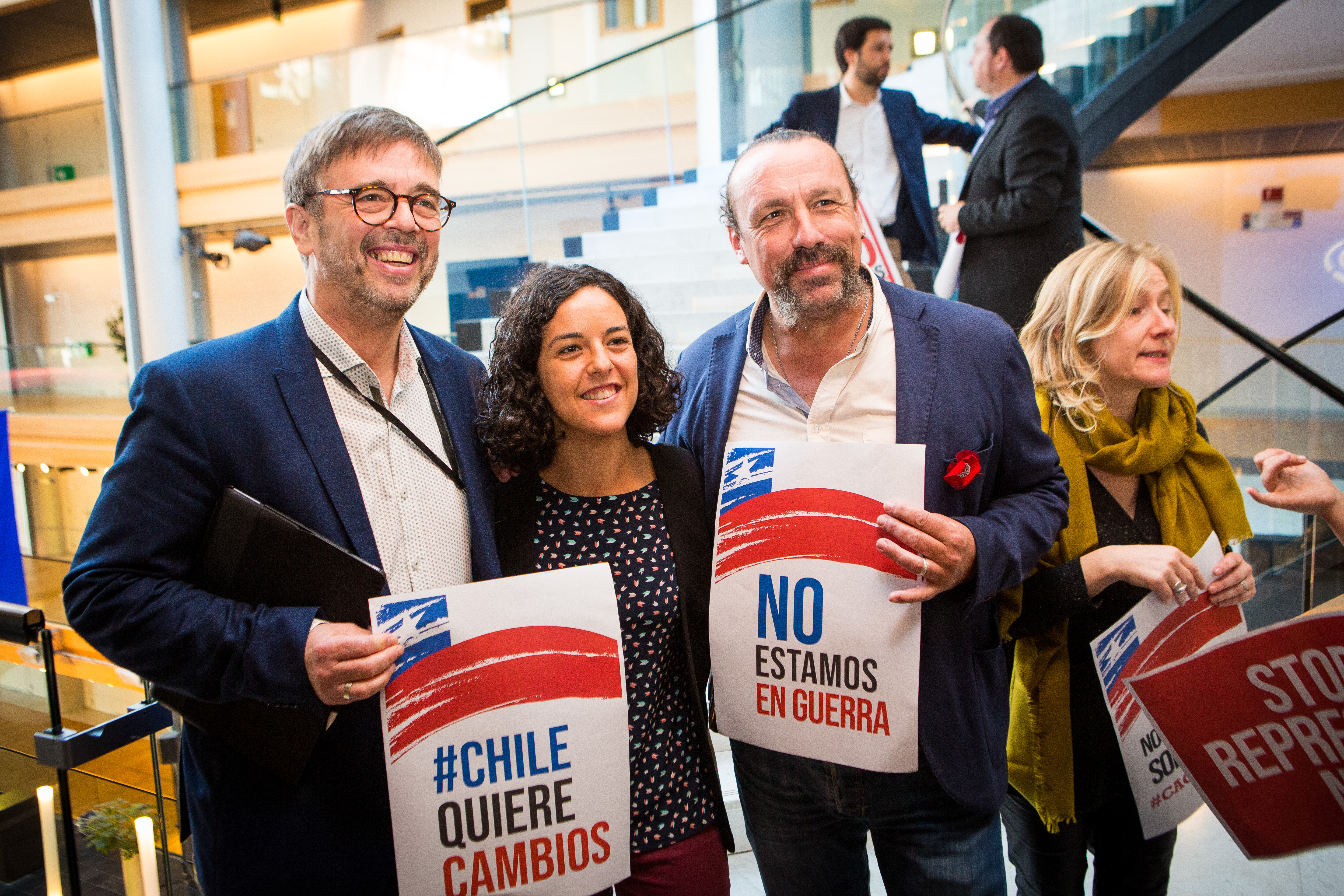
Fig.1 Damien Carême, Manon Aubry, Benoît Biteau

Benoît Biteau (nascut el 7 d'abril del 1967 a Royan, França) és un pagès i polític francès qui va ser escollit diputat ecologista al Parlament Europeu el 2019 amb el grup Els Verds/Aliança Lliure Europea. Va estudiar enginyeria agrícola i està a favor d'una agricultura ecològica, el respecte als recursos naturals i el patrimoni salvatge i domèstic. El març del 2010 és escollit vicepresident de la regió Poitou-Charentes en les comissions d'agricultura, pesca i cultures marines. El desembre del 2015 és elegit al consell regional de Nova Aquitània com a delegat de la mar. Biteau descriu el seu trajecte al llibre Paysan résistant! (pagès resistent) editat el febrer del 2018.